# Роялтон (Іллінойс)
Роялтон (англ. Royalton) — селище (англ. village) в США, в окрузі Франклін штату Іллінойс. Населення — 1068 осіб (2020).

## Географія
Роялтон розташований за координатами 37°52′40″ пн. ш. 89°6′49″ зх. д. / 37.87778° пн. ш. 89.11361° зх. д. (37.877644, -89.113572).  За даними Бюро перепису населення США в 2010 році селище мало площу 2,91 км², з яких 2,89 км² — суходіл та 0,02 км² — водойми.

## Православна церква Покрови Пресвятої Богородиці
Православна церква Покрови Пресвятої Богородиці в Роялтоні — єдина збережена Російська православна церква в південному Іллінойсі. Церква була заснований іммігрантами зі Східної Європи, включно з русинами, багато з яких працювали на місцевих вугільних шахтах  Трьома основними засновниками були Френк Дербак, Джон Август і Пол Ендрюс. Церква була відкрита для парафіян наприкінці 1914 року. Її було збудовано, щоб імітувати будівництво Св. Йоасафа в Мадді.
Багато шахтарів, які загинули під час 1914 року, були членами церкви. Біля церкви є меморіал, і багато шахтарів були поховані на кладовищі, присвяченому цій катастрофі.

Меморіал колишньої Доуелл Російської православної церкви, розташований у Свято-Покровській російській православній церкві в Роялтоні

 Свого часу в сусідньому Доуел була російська православна церква, але вона закрилася. Меморіал церкви Доуелл розташований у Роялтоні.

## Демографія
Згідно з переписом 2010 року, у селищі мешкала 1151 особа в 484 домогосподарствах у складі 313 родин. Густота населення становила 396 осіб/км².  Було 541 помешкання (186/км²).
Расовий склад населення:
| - 96,9 % — білих - 0,3 % — азіатів - 0,2 % — чорних або афроамериканців - 0,1 % — корінних американців |

До двох чи більше рас належало 2,5 %. Частка іспаномовних становила 1,0 % від усіх жителів.
За віковим діапазоном населення розподілялося таким чином: 22,4 % — особи молодші 18 років, 59,4 % — особи у віці 18—64 років, 18,2 % — особи у віці 65 років та старші. Медіана віку мешканця становила 40,7 року. На 100 осіб жіночої статі у селищі припадало 95,1 чоловіків;  на 100 жінок у віці від 18 років та старших — 92,9 чоловіків також старших 18 років.
Середній дохід на одне домашнє господарство  становив 43 517 доларів США (медіана — 34 250), а середній дохід на одну сім'ю — 51 458 доларів (медіана — 46 932). За межею бідності перебувало 24,1 % осіб, у тому числі 34,3 % дітей у віці до 18 років та 9,4 % осіб у віці 65 років та старших.
Цивільне працевлаштоване населення становило 481 осіб. Основні галузі зайнятості: освіта, охорона здоров'я та соціальна допомога — 26,6 %, роздрібна торгівля — 15,2 %, виробництво — 15,0 %.